# Amt Woldegk
La comunità amministrativa di Woldegk (Amt Woldegk) si trova nel circondario della Seenplatte del Meclemburgo nel Meclemburgo-Pomerania Anteriore, in Germania.

## Suddivisione
Comprende i seguenti comuni (abitanti il 31 dicembre 2022):
1. Groß Miltzow (989)
2. Kublank (163)
3. Neetzka (220)
4. Schönbeck (460)
5. Schönhausen (220)
6. Voigtsdorf (96)
7. Woldegk, Città * (4 196)

Il capoluogo è Woldegk.